# Nelson Pinal Borges
Nelson Pinal Borges (Cárdenas, Cuba) es Maestro Internacional de Ajedrez 1982 y FIDE Trainer 2014
Licenciado en Economía, Universidad de Matanzas, Cuba, 1980.
Ciudadano dominicano desde el año 2006 
Página personal: PINALCHESS http://www.ajedrezpinal.com/

## Palmarés y participaciones destacadas
- 1970 - Campeón Juvenil de CUBA, celebrado en Pinar del Río.[2]
- 1971 - Séptimo lugar en el Campeonato Mundial Juvenil, Atenas, Grecia 1971

- 1972 - Medalla de oro individual y por equipos, Campeonato Centroamericano y del Caribe, México.
- 1974 - Primer lugar, grupo B, Olimpiada Mundial Estudiantil, Tesside, Inglaterra.
- 1980 - Subcampeón nacional de Cuba.

- 1981 - Tercer lugar en el Zonal Centroamericano y del Caribe, Cuba.
- 1983 - Primer lugar en el Campeonato de la Primera Liga, Cuba.
- 1984 y 1985 - Primer lugar en el Torneo Internacional “Joaquín Hurtado”, Managua, Nicaragua.
- 2000 - Subcampeón Nacional de República Dominicana.
- 2016 Subcampeón Nacional de República Dominicana.

Durante 2010 ha continuado cosechando éxitos: En la COPA AES Internacional, resultó el jugador dominicano mejor clasificado. Ocupó el 5.º lugar en el Campeonato Nacional; mientras, en el Torneo Nacional por Equipos, alineó como primer tablero del Distrito Nacional, seleccionado que resultó Campeón en la competencia. En 2012 ocupó el 4.º lugar en el Campeonato Nacional.
Participó como segundo tablero representando a República Dominicana en las Olimpíadas de ajedrez en 2012 en Estambul (Turquía) y en 2016 en Bakú (Azerbaiyán).
- Ganador del Torneo de partidas rápidas de Bayamón, Puerto Rico sept. 2013.
- Miembro del Equipo olímpico dominicano 2012 (segundo tablero), 2014 (entrenador) y 2016 (segundo tablero).
- Subcampeón Nacional República Dominicana 2016.

## Otros resultados
- Maestro Internacional de Ajedrez desde 1982.
- Finalista en los Campeonato de Cuba de 1971, 1973, 1976, 1977, 1980,  y 1984.
- Participante en 10 Torneos Internacionales Capablanca in memoriam (6 grupos Premier y 4 Maestros) y en 5 Torneos Internacionales Radio Rebelde.
- Ha participado además en eventos en la URSS, Checoslovaquia, Inglaterra, Angola, Costa Rica, Puerto Rico, Turquía 2012, Noruega 2014, Azerbaiyán 2016, El Salvador 2013, Panamá 2017, Guatemala 2018, Honduras 2019 y Estados Unidos 2018 y 2021.
- Galardonado en el año 2021 por la Federación Internacional de Ajedrez (FIDE) por ser veterano destacado entre 15 ajedrecistas en el mundo como jugador, entrenador y articulista.

## Datos biográficos
Comenzó su vida laboral en 1980, en el Departamento Económico del Central Azucarero Jesús Rabí de Calimete, en Matanzas. De 1981 hasta 1990, fue funcionario del Comité Estatal de Estadísticas de Cuba en la Dirección de Nivel de Vida. De 1990 hasta 1996, fue funcionario de la Comisión Nacional de Ajedrez de Cuba. De 1996 hasta 1997, funcionario de la Dirección de Evaluación de Inversiones, de la Corporación CIMEX, de Cuba. De 1997 hasta 1999, laboró como entrenador de ajedrez, en Santo Domingo, República Dominicana. Desde 2006 hasta 2008, fue miembro del Comité Ejecutivo de la Federación Dominicana de Ajedrez. Autor del libro Ajedrez para aficionados, publicado en República Dominicana. Es ciudadano dominicano desde 2006 y ha trabajado como economista en las Compañías Refripartes y La Rinconada, en Santo Domingo. Actualmente labora como profesor/entrenador de ajedrez en varias instituciones y es conferencista de Liss Chess Fundation, con la cual ha impartido más de 150 charlas en todo el territorio dominicano.

### Principales actividades docentes y de entrenamiento
- Conferencias y simultáneas en la Universidad Autónoma de México, 1981.
- Conferencias y simultáneas en Nicaragua, 1991.
- Conferencias en el programa TR - Deportes, Televisión cubana.
- Curso de Ajedrez en la Escuela William Carpentier, Costa Rica, 1993 - 94.
- Conferencias a los equipos dominicanos participantes en la Olimpíada de Ajedrez de Moscú, 1994.
- Curso de Ajedrez a los grupos seleccionados por la Federación Dominicana de Ajedrez, 1994 y 1996.
- Conferencia Magistral de Ajedrez en Puerto Rico, sept 2013.
- Entrenador del equipo dominicano al tope con Haití, en 1995.
- Entrenador destacado del Club "Los Prados" de Santo Domingo (año 1998) y del Colegio "Los Embajadores".
- Ha sido Profesor en el Carol Morgan School, Liceo Francés y Colegio Saint Patrick en Santo Domingo.
- Ha realizado actividades docentes en los Campamentos de Béisbol de los Yankees de Nueva York y de Los Padres de San Diego, ambos en República Dominicana.
- Facilitador en el Curso de Ajedrez en la sede de la Fundación Global y Desarrollo (FUNGLODE)
- Entrenador del Equipo Femenino dominicano al tope con Puerto Rico y a la Olimpíada Mundial de 2014.
- Conferencista de LISS CHESS Fundación.
- Entrenador del Proyecto "Ajedrez Joven R. D."
- Profesor del Colegio Ad Maiora.  -   Profesor del Colegio Babeque Secundaria.
- Profesor de Academia de Genios, Santo Domingo.
- -Entrenador a Campeonatos Escolares y Juveniles de Centroamérica y el Caribe, Panamá 2017,   Guatemala 2018 y Honduras 2019.
- Autor del libro "De Capablanca a Magnus Carlsen" - 2020.